# Yateley
Yateley is een civil parish in het bestuurlijke gebied Hart, in het Engelse graafschap Hampshire met 20.471 inwoners.

## Foto's

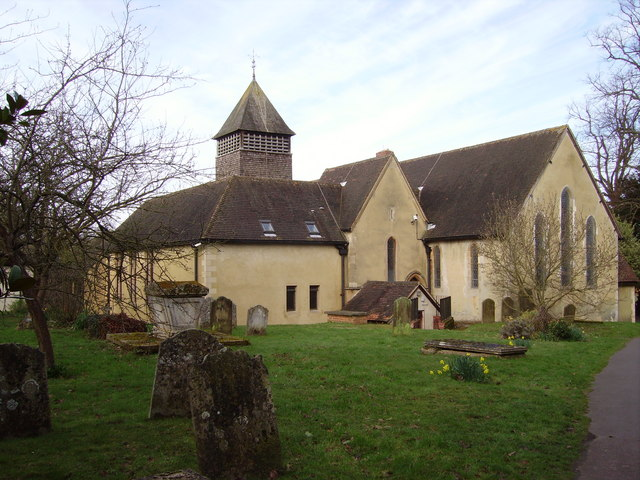
Kerk
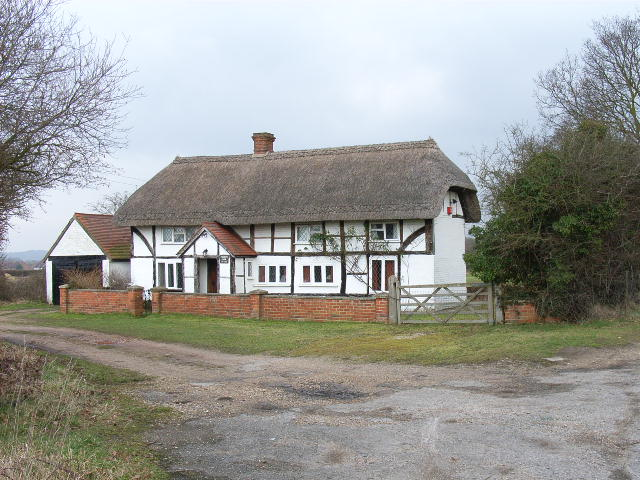
Boerderij